# 墨泉

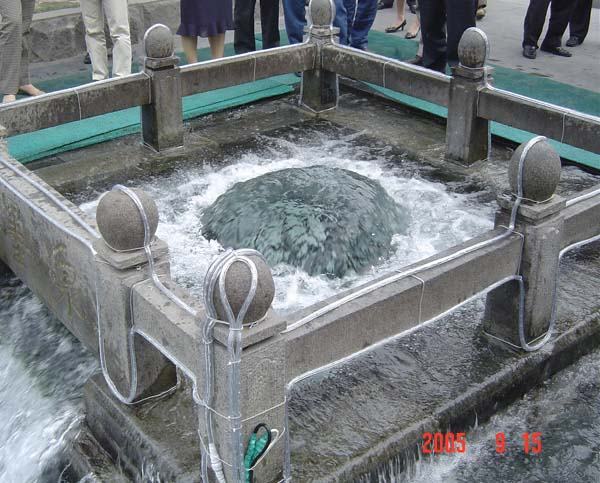
墨泉(2005年9月)

墨泉是山东省济南市“七十二名泉”之一，位于县级市章丘境内的百脉泉泉群。

## 简介
泉眼位于章丘市百脉泉公园内，龙泉寺西南侧，百脉泉西南约30米处。墨泉为一钻孔喷泉，1966年建，孔口直径0.4米。泉水出自深部奥陶纪时期石灰岩岩熔裂隙，泉水盛水期涌量1.2 {\displaystyle m^{3}/s}，正常年份流量0.3{\displaystyle m^{3}/s},很少出现断流，由于喷涌量很大，形成“一泉成河”的奇观。
由于泉水自地壳深层上涌，因而冬暖夏凉，常年恒温在16～18℃，水中富含矿物质和微量元素，水质接近天然矿泉水。

## 名字来由
泉口因当初钻井留下铸铁管黑色（参看深井钻探方法），泉眼颜色深如墨汁，故名“墨泉”。但一涌入石渠，恢复原来颜色。当代著名书法家法家舒同，在章丘工作时便住在墨泉之侧，墨泉上的题字便是他的手迹。
墨泉水一流出石渠，即变成银白色，向北流去，与济南七十二名泉之一的百脉泉汇融一起。

## 参看
- 七十二名泉
- 济南